# Nu ren si shi
Nu ren si shi (女人四十, comercialitzada internacionalment com Summer Snow) és una pel·lícula de comèdia dramàtica de Hong Kong de 1995 dirigida per Ann Hui. És protagonitzada per Josephine Siao i Roy Chiao en papers principals. La pel·lícula va ser seleccionada com a entrada de Hong Kong per l'Oscar a la millor pel·lícula de parla no anglesa als Premis Oscar de 1995, però no va ser acceptada com a nominada.

## Visió general
El títol xinès de la pel·lícula 女人四十 es tradueix literalment com "Dona, 40". Els seus títols alternatius són Loey Yen Sei Seup, o Nuiyan, Seisap.

## Argument
La pel·lícula explica la història de la relació entre un vidu amb malaltia d'Alzheimer i la seva nora, May Sun, que és una mestressa de casa d'uns quaranta anys que intenta fer front als trastorns de la seva família. La seva sogra acaba de morir i el seu marit, que és examinador de l'examen de conduir, no li dona suport.

## Repartiment
- Josephine Siao com a May Sun
- Roy Chiao com Lin Sun
- Law Kar-ying com a Bing Sun
- Sin-hung Tam com a Ying Sun (la mare de Bing)
- Allen Ting com Allen Sun
- Koon-Lan Law com a Lan Sun
- Ha Ping com la senyora Han
- Shun Lau com el Sr Lo
- Patricia Ching Yee Chong com a Carrie Chin (nora)
- Gin Tsang com a Janice
- Ann Hui com a veïna
- Fai Chow com el germà de Bing
- Stephen Fung com a Cannon

## Premis
El 1995, Nu ren si shi va guanyar quatr Premis Golden Horse de Cinema i el Premi del Jurat Ecumènic i l'Ós de Plata al 45è Festival Internacional de Cinema de Berlín. Josephine Siao també va guanyar l'Ós de plata a la millor actriu a Berlín. L'any següent va guanyar el Gran Premi al Festival Internacional de Cinema de Dones de Créteil, diversos Golden Bauhinia Awards, diversos Hong Kong Film Awards i els Hong Kong Film Critics Society Awards a la millor actriu i millor pel·lícula.
1rs Golden Bauhinia Awards
- Guanyador: Millor pel·lícula
- Guanyador: Millor director (Ann Hui)
- Guanyador: Millor actor (Roy Chiao)
- Guanyador: Millor actriu (Josephine Siao)
- Guanyador: Millor actor secundari (Law Kar-Ying)
- Guanyador: Millor guió (Chan Man-Keung)

32ns Premis Golden Horse de Cinema
- Guanyador: Millor pel·lícula
- Guanyador: Millor actriu (Josephine Siao)
- Guanyador: Millor actor secundari (Law Kar-Ying)
- Guanyador: Millor fotografia (Lee Pin-Bing)
- Nominada: Millor director (Ann Hui)

15ns Hong Kong Film Awards
- Guanyador: Millor pel·lícula
- Guanyador: Millor director (Ann Hui)
- Guanyador: Millor actor (Roy Chiao)
- Guanyador: Millor actriu (Josephine Siao)
- Guanyador: Millor actor secundari (Law Kar-Ying)
- Guanyador: Millor guió (Chan Man-Keung)
- Nominada: Millor direcció artística (Wong Yank)
- Nominada: Millor muntatge de pel·lícula (Wong Yee Shun)
- Nominada: Millor intèrpret nou (Allen Ting)
- Nominada: Millor actriu secundària (Law Koon-Lan)

2ns Hong Kong Film Critics Society Awards
- Guanyador: Millor pel·lícula
- Guanyador: Millor actriu (Josephine Siao)